# Festuca adanensis
Festuca adanensis là một loài thực vật có hoa trong họ Hòa thảo. Loài này được Markgr.-Dann. mô tả khoa học đầu tiên năm 1981.